# Ожидание (Таривердиев)
«Ожидание» — моноопера Микаэла Таривердиева по поэме Роберта Рождественского «Ожидание (монолог женщины)» (1982). Произведение было написано специально для Камерного театра Бориса Покровского «в расчете на уникальный талант Марии Лемешевой», солистки театра (дочери Сергея Лемешева и Ирины Масленниковой, падчерицы Покровского).
Премьера состоялась в театре Покровского 26 октября 1985 года с М. Лемешевой в единственной роли. Она оставалась в этом театре её единственной исполнительницей, в том числе и при возобновлении оперы в XXI веке.

## Синопсис
В опере действует один-единственный персонаж — «Она», героиня, которая приходит на свидание на 32 минуты раньше мужчины, и за время ожидания успевающая пережить шквал различных эмоций, которые она высказывает в виде монолога.
Вот ведь как — явилась первой,

Надо было опоздать,

Где-нибудь в сторонке встать.

Что поделать — сдали нервы.

Шла, как будто на экзамен,

С пятницы считала дни,

Как же: встреча под часами…

Под часами? Вот они…

А его на месте нет.

Как некстати нервы сдали.

Ну, ещё бы, на свиданье

Не была я столько лет!.. 

Даже страшно сосчитать. (и т.д)
«Современная женщина, замотанная всеми проблемами, обязанностями и социальными функциями, возложенными на неё обществом, да и, по правде говоря, ею самой (в былом пылу эмансипации), приходит на свидание с любимым и ждет его под часами. Что творится у неё в душе за тридцать две минуты этого мучительного ожидания — от страстной горячности до уныния и почти отчаяния — все это рисует нам музыка Таривердиева с подкупающей простотой и правдивостью».
В классической постановке опера не имеет хэппи-энда: «она завершается грустно, просветленно, но печально — как минимум, большим вопросом, и в первой постановке (то есть у Покровского) это было показано вполне конкретно — героиня уходит одна». Но, например, в версии «Новой оперы» (2010 год) был дан оптимистический финал, вызвавший бурю позитивных эмоций в зале — героиня дождалась того, ради кого пришла на свидание.

## Музыка
«Музыка Таривердиева лишена новаций композиции (…), она легка и доступна, балансирует на грани академизма и эстрады. „Может быть, гармонический язык этой оперы мог бы быть более терпким, насыщенным. Но все же я предпочитаю язык эмоциональный“, — писал о своей работе сам композитор. И у Таривердиева это получилось: музыка его не банальна, хотя в ней многое и узнаваемо, а именно легка и изящна, и что самое главное, очень искренна. Слушатель с интересом следит за монологом героини, за её изменяющимися настроениями — потаенной страстью, томительной тоской, нетерпением, опустошенностью и унынием».

## Постановки
- «Ожидание», Московский камерный музыкальный театр, 1985 год, режиссёр-постановщик Борис Покровский. (Возобновлена 22 мая 2009 года)
- «Ожидание», Софийский театр оперы и балета, 1990 год
- «Ожидание», Ереванский театр оперы и балета, 1992 год
- «Ожидание», Волгоградский музыкальный театр. Дирижер-постановщик А.Смирнов, 2010 год
- «Ожидание», Казахский Национальный академический театр оперы и балета им. Абая, (4 июня) 2021 год. Режиссер постановщик М.А. Панжавидзе. Дирижер постановщик К.А. Омаров.

## Дискография
- «Акварели». Исполняет М. Лемешева.